# Leucosia rubripalma
Leucosia rubripalma is een krabbensoort uit de familie van de Leucosiidae. De wetenschappelijke naam van de soort is voor het eerst geldig gepubliceerd in 2003 door Galil.